# Sobrado (León)
Sobrado es un municipio y lugar español de la provincia de León, en la comunidad autónoma de Castilla y León. Se encuentra en la comarca de El Bierzo y cuenta con una población de 282 habitantes (INE 2024). Es uno de los municipios leoneses en los que se habla gallego.
Ciertos autores sitúan el Monte Medulio dentro de este municipio, concretamente en las cercanías del pueblo de Cabarcos.[cita requerida]

## Toponimia
Sobrado tanto en gallego como en leonés indica la ‘planta superior de una casa’, o ‘pavimento de madera’. Como topónimo suele ser interpretado en el sentido de 'sitio alto, eminente', derivado de superatum.
Por otro lado, J. Piel y lo interpretó como aedificium superatum, que indicaría ‘residencia señorial’, en el sentido de casa de cierto lustre al tener varios pisos.

## Geografía
Integrado en la comarca de El Bierzo, se sitúa a 145 kilómetros de la capital provincial. El término municipal está atravesado por la carretera N-120 entre los pK 433 y 434.
El relieve del municipio es bastante accidentado salvo en las cercanías de los ríos Selmo y Sil. El río Selmo procede del municipio de Corullón y tras atravesar el núcleo urbano desemboca en el río Sil, que marca el límite municipal con Toral de los Vados y Carucedo antes de pasar a la provincia de Orense. La zona montañosa se caracteriza por picos que ascienden por encima de los 1000 metros en algunas zonas, entre los que discurren algunos arroyos. La altitud del municipio oscila entre los 1107 metros (pico A Tara) en la sierra de la Encina de Lastra, al sur del territorio, y los 400 metros a orillas del río Sil. El pueblo se alza a 426 metros sobre el nivel del mar.
| Noroeste: Oencia         | Norte: Corullón     | Noreste: Toral de los Vados         |
| Oeste: Oencia            |                     | Este: Toral de los Vados y Carucedo |
| Suroeste: Rubiá (Orense) | Sur: Rubiá (Orense) | Sureste: Carucedo y Rubiá (Orense)  |

## Naturaleza
El municipio se sitúa a las orillas del río Selmo, en el fondo de un valle y rodeado de huertas, árboles frutales y frondosos bosques de castaños. Así, destaca en el término municipal el entorno del río Selmo, un río caudaloso y con gran fuerza en sus aguas, hecho que motivo que antiguamente sus aguas fuesen utilizadas para el trabajo de ferrerías en su cauce. Asimismo, es reseñable la montuosidad del término, marcado por la sierra de la Encina de la Lastra, que ofrece un bello paisaje natural con bosques de abedules, hayas, robles o castaños, así como numerosa fauna en la que pueden encontrarse lobos, zorros, jabalíes, nutrias, tejones o corzos.

## Historia

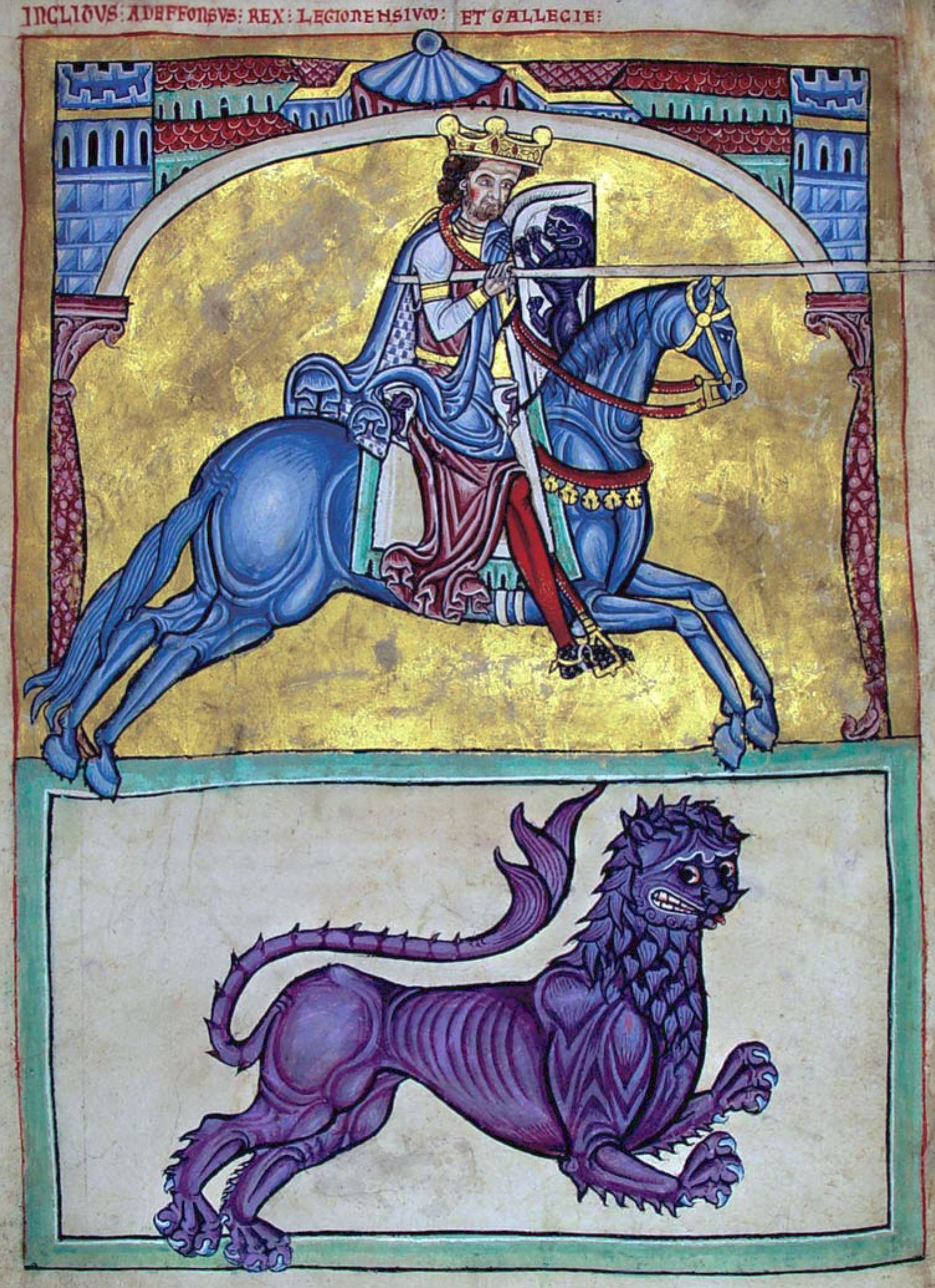
Alfonso IX de León concedió fuero propio a la Tierra de Friera y carta de behetría a la Tierra de Aguiar

La fundación de Sobrado y del resto de las localidades del municipio se dataría en la Edad Media, cuando se integraron en el reino de León, en cuyo seno se habría acometido su fundación o repoblación. Así, las localidades del municipio formaron parte en la Edad Media de la Tierra de Friera y la Merindad de Aguiar, como denota la propia existencia de Friera en el municipio, Aguiar o Portela de Aguiar, cuya toponimia recuerda a dichas antiguas demarcaciones, habiendo sido conocido antiguamente Sobrado como Sobrado de Aguiar.
Ya en el siglo XIII, cabe destacar que en 1206 el rey Alfonso IX de León concedió fuero propio a la Tierra de Friera, encabezada por la localidad de Friera, otorgando asimismo en 1228 una carta de behetría a los moradores de la Tierra de Aguiar, a la que daba nombre como cabecera de la misma Aguiar.
Posteriormente, en el siglo XIV, el grueso de Aguiar y la Tierra de Friera pasaron a manos de los Rodríguez de Valcarce, linaje que acabó integrando prácticamente todo el tercio occidental del Bierzo en esta época bajo su autoridad, lo que no evitó que los monjes de Carracedo considerasen ilegal la ocupación de la Tierra de Friera por parte de dicho linaje, llegando a solicitar que los Rodríguez de Valcarce dejasen libre la Tierra de Friera en 1422.
Más tarde, tras el matrimonio entre Pedro Álvarez Osorio, señor de Cabrera y Ribera de León, con Constanza de Valcarce, hija de García Rodríguez de Valcarce y Balboa, estas tierras pasaron a depender de los Osorio, que recibieron de manos del rey Enrique IV en 1456 el Condado de Lemos. No obstante, al fallecer este en 1483 estalló un conflicto sucesorio que los Reyes Católicos solventaron en 1486 con la creación del marquesado de Villafranca, pasando Sobrado a depender del marquesado villafranquino. En esta época, con la reducción de ciudades con voto en Cortes a partir de las Cortes de 1425, las localidades del municipio pasaron asimismo a estar representadas por León, lo que les hizo formar parte de la provincia de León en la Edad Moderna, situándose dentro de ésta en el partido de Ponferrada.
Por otro lado, debido a la adscripción territorial desde la Alta Edad Media del territorio de Sobrado al reino leonés, durante toda la Edad Moderna las localidades del municipio formaron parte de la jurisdicción del Adelantamiento del reino de León.
Finalmente, en la Edad Contemporánea, en 1821 Sobrado y el resto de localidades del municipio pasaron a formar parte de la provincia de Villafranca, si bien al perder ésta su estatus provincial al finalizar el Trienio Liberal, en la división de 1833 pasaron a estar adscritas a la provincia de León, dentro de la Región Leonesa. Un año después, en 1834, cuando se realizó en España la primera división en partidos judiciales, el municipio de Sobrado quedó encuadrado en el partido judicial de Villafranca del Bierzo, si bien al suprimirse este en 1966 pasó a depender del partido judicial de Ponferrada.

## Geografía humana

### Demografía
Cuenta con una población de 282 habitantes (INE 2024).
| Gráfica de evolución demográfica de Sobrado entre 1842 y 2021                                                         |
| |
| Población de derecho según los censos de población del INE. Población de hecho según los censos de población del INE. |

### Núcleos de población
El municipio se divide en varios núcleos de población, que poseían la siguiente población en 2019 según el INE.
| Núcleo de población | Población |
| ------------------- | --------- |
| Sobrado             | 100       |
| Cabarcos            | 43        |
| Friera              | 43        |
| Cabeza de Campo     | 40        |
| Portela de Aguiar   | 29        |
| Requejo             | 28        |
| Sobredo             | 14        |
| Cancela             | 11        |
| Aguiar              | 4         |